# 堀直昭
堀 直昭（ほり なおあき、1610年（慶長15年） - 1652年6月13日（承応元年5月8日））は、江戸時代前期の旗本。
信濃国須坂藩初代藩主堀直重の次男。2代藩主堀直升の弟。妻は大草高正の娘。子に直依、直治（直依の養子となる）がいる。通称は惣兵衛、左門。
元和元年（1615年）、将軍徳川秀忠に拝謁する。元和3年（1617年）、兄の直升が家督を相続した際、下総国香取郡矢作1000石を分知され、采地の朱印状は寛永2年（1625年）に賜った。のち書院番に列し、小姓組に移り、寛永10年（1633年）2月7日武蔵国都筑郡に200石を加増される。
寛永19年（1642年）、将軍徳川家光の日光東照宮参詣に供奉する。寛永20年（1643年）、幕命で豊後府内藩へ赴き、御目付の事を務める。正保4年（1647年）6月2日、地震で崩落した江戸城石垣の修繕奉行、慶安2年（1649年）7月25日、雑司が谷の御薬園茶店の修繕奉行、同年9月1日、慈眼大師天海の礼堂普請奉行を歴任した。
承応元年（1652年）没。享年43。法名は玄光。駒込養源寺に葬られた。子孫は幕末まで旗本として存続する。